# Echium horridum
Echium horridum là loài thực vật có hoa trong họ Mồ hôi. Loài này được Batt. mô tả khoa học đầu tiên năm 1892.